# 中国共产主义青年团河北省委员会
中国共产主义青年团河北省委员会，简称共青团河北省委，是中国共产主义青年团在河北省的地方组织机构，接受中国共产党河北省委员会和中国共产主义青年团中央委员会的领导。主要负责青年工作。

## 争议

### 河北洪灾救灾照片作假
2023年7月底，華北暴雨成災。8月3日上午，河北省共青團微博貼出一張照片，畫面是一名年輕消防隊員疲累地癱坐在地上，背靠著一輛車的保險桿吃飯，吃到一半就打起瞌睡，圖說寫著“致敬搶險一線最可愛的人”，並指照片來自《河北日報》。
然而，該張照片不久就被網友查出，其實是2020年7月17日江蘇省無錫市暴雨導致太湖水位上漲，一名年輕消防員邊吃飯邊打瞌睡被拍下的照片，並刊登在同年7月20日的《人民日報》微博帳號。
於是，河北省共青團和《河北日報》頓時成為眾矢之的，被眾多網友嘲笑及責罵，不少人寫專文指責此舉明顯作假。
在壓力下，河北省共青團撤下該張照片，但未作出任何表態；而《河北日報》公開道歉，聲稱“由於審核把關不嚴而錯誤發布了一條微視頻，造成不良影響，向廣大網友致以真誠歉意”。